# 13830 ARLT
أي أر أل تي (ويعرف أيضًا باسم 13830 أي أر أل تي وفق تسمية الكوكب الصغير) (بالإنجليزية: ARLT)‏ هو كويكب ضمن حزام الكويكبات؛ وترتيبه 13830 من حيث الاكتشاف.
اكتُشف هذا الجُرم الفلكي بواسطة Charles W. Juels ‏ في 4 ديسمبر 1999.

## وصلات خارجية
- 13830 ARLT في قاعدة بيانات مختبر الدفع النفاث لأجرام النظام الشمسي الصغيرة

- الاكتشاف · مخطط المدار ·  العناصر المدارية · المعلمات المادية

- 13830 ARLT على موقع ويكي سكاي: DSS2, SDSS, GALEX, IRAS, Hydrogen α, X-Ray, Astrophoto, Sky Map, Articles and images